# Giovanni Cervone
Giovanni Cervone (Brusciano, 16 novembre 1962) è un allenatore di calcio ed ex calciatore italiano, di ruolo portiere.

## Carriera

### Giocatore

#### Club

Il romanista Cervone neutralizza il rigore del milanista Papin nelle semifinali di Coppa Italia 1992-1993.

Nato nell'entroterra napoletano, cresce nelle giovanili della Juventus Stabia. Dopo aver girato l'talia nei primi anni di carriera, difendendo le porte di Avellino, Catanzaro, Genoa, Parma e Verona, nel 1989 viene acquistato dalla Roma e affiancato all'esperto Franco Tancredi. Gioca il suo primo campionato al Flaminio da titolare, finché all'inizio del girone di ritorno subisce un grave infortunio al ginocchio.
Nell'anno successivo, con il ritorno di Angelo Peruzzi dal prestito veronese, perde temporaneamente il posto da titolare, prima a vantaggio di Peruzzi stesso – in seguito squalificato per doping – e poi dell'esperto Giuseppe Zinetti, con il primavera Luca Alidori a fare temporaneamente da prima riserva. Dopo il caso-doping che vede Peruzzi squalificato un anno insieme al centravanti Andrea Carnevale, e la riabilitazione di Cervone dall'infortunio, quest'ultimo torna stabilmente titolare a partire da Atalanta-Roma del campionato 1990-1991.
Nel 1991, sotto la guida di Ottavio Bianchi, disputa la doppia finale di Coppa UEFA contro l'Inter, perdendola, e vince la Coppa Italia contro la Sampdoria, ma perde la Supercoppa italiana. Due anni dopo, non ha modo di disputare un'altra finale di Coppa Italia, questa volta contro il Torino, per via dell'espulsione rimediata nell'incontro di semifinale contro il Milan.
Con l'arrivo di Carlo Mazzone sulla panchina della Roma, inizialmente perde il posto di titolare. Stessa storia si ripete con Carlos Bianchi; entrambi gli allenatori restituiscono però il posto da titolare a Cervone dopo poche gare. Dopo tre discrete stagioni con Mazzone e l'ultima con Bianchi, il 18 maggio 1997, in Roma-Inter (1-1), Cervone disputa l'ultima gara in giallorosso.
Nella stagione 1997-1998 si trasferisce al Brescia dove rimane una sola stagione, alternandosi con l'altro portiere Giacomo Zunico. Nella stagione 1999-2000 viene chiamato dal Ravenna, squadra nella quale conclude la sua carriera.

#### Nazionale
Nel 1983 è stato convocato 4 volte in nazionale Under-21 ma non è sceso mai in campo. Anche nella nazionale maggiore non ha mai collezionato una presenza, ma fu uno dei candidati per il ruolo di terzo portiere ai mondiali di casa di Italia '90, assieme a Fabrizio Ferron e Gianluca Pagliuca, dove la scelta finale ricade proprio su quest'ultimo. 

### Allenatore
Per la stagione 2005-2006 è nello staff della Sambenedettese; in seguito è vice allenatore e preparatore dei portieri, dapprima all'Ancona e poi a Teramo. Nel campionato 2007-2008 è stato l'allenatore dei portieri dell'Avellino. Dalla stagione 2008-2009 risponde alla chiamata del Gallipoli, in Lega Pro Prima Divisione, come preparatore dei portieri della squadra allenata da Giuseppe Giannini, che seguirà poi dal 2013 al 2015 nell'esperienza in Libano. Nel 2010 è nuovamente a Gallipoli.
Nella stagione 2016-2017 ricopre il ruolo di supervisore dell'attività legata alla preparazione dei portieri del Fondi. Nel 2019 è nello staff dirigenziale della squadra di calcio a 8 della Roma oltreché preparatore dei portieri all'Atletico Pontina. Per la stagione 2020-2021 assume il ruolo di preparatore dei portieri nell'ASD R11 Simonetta di Latina e dell'Accademia Frosinone. Nel 2021 è al Falasche Lavinio; l'anno seguente è il preparatore dei portieri dell'Atletico Lodigiani e, dal 2023, dell'Accademy Casalotti. Dal 2024 è preparatore dei portieri della Samagor Latina.

## Statistiche

### Presenze e reti nei club
| Stagione        | Squadra         | Campionato      | Campionato | Campionato | Coppe nazionali | Coppe nazionali | Coppe nazionali | Coppe continentali | Coppe continentali | Coppe continentali | Altre coppe | Altre coppe | Altre coppe | Totale | Totale |
| Stagione        | Squadra         | Comp            | Pres       | Reti       | Comp            | Pres            | Reti            | Comp               | Pres               | Reti               | Comp        | Pres        | Reti        | Pres   | Reti   |
| --------------- | --------------- | --------------- | ---------- | ---------- | --------------- | --------------- | --------------- | ------------------ | ------------------ | ------------------ | ----------- | ----------- | ----------- | ------ | ------ |
| 1982-1983       | Avellino        | A               | 1          | 0          | CI              | 1               | -1              | -                  | -                  | -                  | -           | -           | -           | 2      | -1     |
| 1983-1984       | Avellino        | A               | 5          | -7         | CI              | 5               | -5              | -                  | -                  | -                  | -           | -           | -           | 10     | -12    |
| Totale Avellino | Totale Avellino | Totale Avellino | 6          | -7         |                 | 6               | -6              |                    | -                  | -                  |             | -           | -           | 12     | -13    |
| 1983-1984       | Catanzaro       | B               | 29         | -33        | CI              | x               | x               | -                  | -                  | -                  | -           | -           | -           | 29+    | -33+   |
| 1984-1985       | Genoa           | B               | 33         | -27        | CI              | 7               | -7              | -                  | -                  | -                  | -           | -           | -           | 40     | -34    |
| 1985-1986       | Genoa           | B               | 37         | -31        | CI              | 5               | -8              | -                  | -                  | -                  | -           | -           | -           | 42     | -39    |
| 1986-1987       | Genoa           | B               | 34         | -33        | CI              | 1               | -2              | -                  | -                  | -                  | -           | -           | -           | 35     | -35    |
| Totale Genoa    | Totale Genoa    | Totale Genoa    | 104        | -91        |                 | 13              | -17             |                    | -                  | -                  |             | -           | -           | 117    | -108   |
| 1987-1988       | Parma           | B               | 23         | -14        | CI              | 1               | -2              | -                  | -                  | -                  | -           | -           | -           | 24     | -16    |
| 1988-1989       | Verona          | A               | 34         | -27        | CI              | 8               | -4              | -                  | -                  | -                  | -           | -           | -           | 42     | -31    |
| 1989-1990       | Roma            | A               | 27         | -34        | CI              | 6               | -7              | -                  | -                  | -                  | -           | -           | -           | 33     | -41    |
| 1990-1991       | Roma            | A               | 21         | -20        | CI              | 5               | -2              | CU                 | 6                  | -5                 | -           | -           | -           | 32     | -27    |
| 1991-1992       | Roma            | A               | 21         | -21        | CI              | 6               | -6              | CdC                | 4                  | -5                 | SI          | 1           | -1          | 32     | -33    |
| 1992-1993       | Roma            | A               | 27         | -28        | CI              | 8               | -6              | CU                 | 6                  | -7                 | -           | -           | -           | 41     | -41    |
| 1993-1994       | Roma            | A               | 14         | -8         | CI              | 1               | 0               | -                  | -                  | -                  | -           | -           | -           | 15     | -8     |
| 1994-1995       | Roma            | A               | 33         | -22        | CI              | 4               | -5              | -                  | -                  | -                  | -           | -           | -           | 37     | -26    |
| 1995-1996       | Roma            | A               | 33         | -33        | CI              | 0               | 0               | CU                 | 8                  | -7                 | -           | -           | -           | 41     | -40    |
| 1996-1997       | Roma            | A               | 15         | -19        | CI              | 0               | 0               | CU                 | 0                  | 0                  | -           | -           | -           | 15     | -19    |
| Totale Roma     | Totale Roma     | Totale Roma     | 191        | -185       |                 | 30              | -26             |                    | 24                 | -24                |             | 1           | -1          | 246    | -236   |
| 1997-1998       | Brescia         | A               | 26         | -53        | CI              | 0               | 0               | -                  | -                  | -                  | -           | -           | -           | 26     | -53    |
| 1999-2000       | Ravenna         | B               | 26         | -24        | CI              | 8               | -10             | -                  | -                  | -                  | -           | -           | -           | 34     | -34    |

## Palmarès

### Giocatore

#### Club
- Coppa Italia: 1

Roma: 1990-1991